# 沙吞县
沙吞县（音素換寫：S̄āthr，皇家轉寫：Sathon）是泰国曼谷的50个区之一，毗邻挽叻縣、巴吞旺縣、空堤縣、然那華縣、曼柯廉縣以及昭拍耶河对岸的空訕縣。该区面积9.3平方公里，2000年人口有12万人。
沙吞县原为然那哇縣的一部分，1989年分设。沙吞县得名于沙吞路及更为古老的沙吞运河，运河系朱拉隆功时代的华商开挖。运河南北两岸分属沙吞县及挽叻縣。沿沙吞路有许多高级酒店，著名的“机器人大厦”、圣路易医院（和教堂、学校）、梵蒂冈使馆，和蓝象烹饪学校。
龍船寺是位于该区的一座著名古寺。
飛鳥(皇雀)航空Nok Air总部设于该区。